# Albrecht Kaplíř ze Sulevic
Albrecht Kaplíř ze Sulevic († 6. srpna 1616) byl český rytíř pocházející z třebívlické větve starého vladyckého rodu Kaplířů ze Sulevic.
Jeho otcem byl Kašpar Kaplíř ze Sulevic popravený roku 1621 za účast na stavovském odboji, matkou Eva Radimská ze Slavkova († 27. března 1618). Albrecht Kaplíř měl dva syny, kteří později sdíleli zcela odlišné osudy – zatímco Oldřich zůstal věrný protestantské víře a zemřel roku 1653 v exilu, Zdeněk Kašpar vstoupil do habsburských služeb a dotáhl to až na císařského generála a presidenta dvorské válečné rady. Albrechtovi náležel v letech 1614–1616 statek Koleč ve středních Čechách, který mu předala do správy jeho matka Eva.